# Nápoly X. kerülete
Nápoly X. kerületét a következő városnegyedek alkotják:

## Agnano
Agnano a neve annak a feltöltődött tágas kráternek, amelynek szélei elérik a 162–178 méteres magasságot, míg legmélyebb helyei csak 2 méterrel magasabbak a tengerszintnél. A kb. 2 km átmérőjű sík kráterfenék egy részén még ma is jelentős a vulkáni utóműködés (fumarolák). A feltörő ásványvizet gyógyfürdők céljaira használják. A kráter bejáratánál levő településrészt ezért nevezik Agnano Termének, azaz Agnano-fürdőnek. A kráterfenék másik végében található a városi lóverseny-pálya.
Már a rómaiak építettek itt fürdőket, ezek romjai ma is láthatók. A monda szerint Capua első püspöke, Szent Germanus is itt kúráltatta magát és róla nevezték el az egyik izzasztókamrát. A fürdők emléke hamarosan feledésbe merült. A kráterben a 9. században egy tó keletkezett, amit 1870-ben csapoltak le és ekkor kerültek felszínre az ókori romok. 
Több antik istenszobrot találtak itt. A legszebbet, a Tengeri Venust a legújabban épített fürdő nagy halljában állították fel, mint kútszobrot. Maga a fürdő is nevezetesség, amelynek építésével azonban hozzáférhetetlenné tették az ókorban is emlegetett Grotta del Canét. Ez egy barlangszerű, nyolc méter mély üreg. Ide helyezték be Agnano római kori lakosai az elpusztítani kívánt kutyáikat. Ezeket a mélyből előtörő, szénsavval telített levegő ölte meg.

## Bagnoli
Bagnoli Nápoly nyugati tengerpartja mentén fekszik, a Posillipo-fokon túl a Pozzuoli-öbölben- Az 1900-as években népesedett be az acélkohó megépítése következtében. A második világháború súlyos pusztításai után a város rendezetlenül fejlődött. Az utóbbi években, miután lebontották az acélkohót, számos városfejlesztési projektet léptettek életbe: többek között megépítették a Città della Scienza oktatási és konferenciaközpontot, az acélkohót kiszolgáló kikötőt tengerparti promenáddá alakították át. 

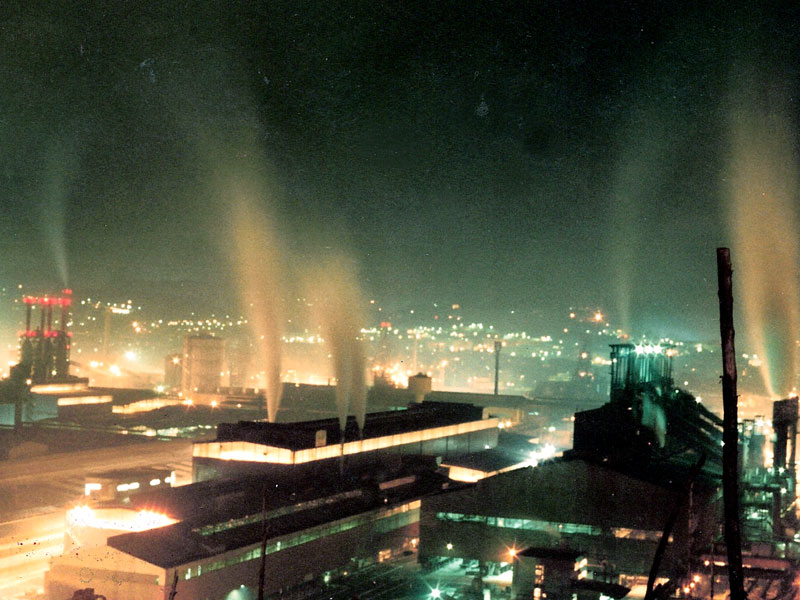
Az egykori acélkohó (Italsider) fennmaradt része

## Fuorigrotta
Fuorigrotta (jelentése a grottón túl) Nápoly egyik nyugati városkerülete a Posillipo-domb nyugati oldalán. A várossal két alagút köti össze. Nevét a Crypta Napoletana után kapta, mely egy római kori alagút volt, ami összekötötte Nápolyt a Rómába vezető úttal. A fasiszta államvezetés 1936-ban Nemzetközi Vásárteret épített ide, majd a II. világháborút követően itt épült fel a San Paolo stadion is, mely a nápolyi labdarúgócsapat otthona. Ugyancsak ebben a negyedben épültek fel az egyetem új kollégiumai.

## Külső hivatkozások
- http://www.comune.napoli.it